# Z (UNICORNのアルバム)
『Z』（ゼット）は、日本のロックバンド、UNICORNの10作目のオリジナルアルバム。2011年5月25日発売。発売元はキューンレコード。

## 解説
- オリジナルアルバムとしては『シャンブル』より約2年ぶり。DVD付初回生産限定盤、通常盤、Blu-spec CD盤、アナログ盤の4パターンが発売。
- 当初レコーディングは「冬だから暖かいところが良い」ということでハワイで行われる予定だったが、ロサンゼルスになった。サンセットサウンドは、10年前奥田がソロで『The STANDARD』や『ヘヘヘイ』のレコーディングを行った場所でもある。
- 当初アルバムタイトルは「UNICORN in LA」として「UCLA」が候補にあがっていたが、学校法人名のため「使えない」ということで却下され、「Z LIFE」の歌詞から派生したメンバー間の口癖「〜だZ」からとられた[1]。
- 2009年にリリースされたシングル「半世紀少年」と、両A面シングル「デジタルスープ/ぶたぶた」の「ぶたぶた」は未収録となっている。
- 今作の収録曲は約半数が阿部義晴の作曲となっており、オリジナルアルバムとしては結成以来初めて奥田民生の収録数を上回った。

## リリース履歴
| No. | 日付          | レーベル             | 規格                          | 規格品番                                        | 最高順位 | 備考                             |
| --- | ------------- | -------------------- | ----------------------------- | ----------------------------------------------- | -------- | -------------------------------- |
| 1   | 2011年5月25日 | キューンミュージック | CD CD+DVD ブルースペックCD LP | KSCL-1798 KSCL-1796〜7 KSCL-20011 KSJL-6159〜60 | 2位      | 通常盤 初回限定盤 完全生産限定盤 |

## 収録曲

### CD盤
| 全編曲: UNICORN。 |                                      |                      |                      |                                          |       |
| #                 | タイトル                             | 作詞                 | 作曲                 | ボーカル                                 | 時間  |
| 1.                | 「頼みたいぜ 」                      | 奥田民生             | 奥田民生             | 奥田民生                                 | 3:09  |
| 2.                | 「Z LIFE」                           | 阿部義晴             | 阿部義晴             | 阿部義晴                                 | 5:02  |
| 3.                | 「デジタルスープ」                   | 阿部義晴             | 阿部義晴             | 奥田民生                                 | 5:04  |
| 4.                | 「手島いさむ物語」                   | 手島いさむ           | 手島いさむ           | 手島いさむ                               | 3:16  |
| 5.                | 「AGONY」                            | EBI                  | EBI                  | EBI                                      | 4:00  |
| 6.                | 「SAMURAI 5」                        | 阿部義晴             | 阿部義晴             | 阿部義晴                                 | 4:37  |
| 7.                | 「明日」                             | 奥田民生             | 奥田民生             | 奥田民生                                 | 2:57  |
| 8.                | 「ゆめみら」                         | 阿部義晴             | 阿部義晴             | 阿部義晴                                 | 3:48  |
| 9.                | 「ウルトラヘブン スーパーマイルド 」 | 手島いさむ、奥田民生 | 奥田民生             | 奥田民生                                 | 4:00  |
| 10.               | 「オレンジジュース 」                | 阿部義晴             | 阿部義晴             | 阿部義晴                                 | 3:37  |
| 11.               | 「いい雨」                           | 奥田民生             | 奥田民生             | 奥田民生                                 | 4:31  |
| 12.               | 「ライジングボール」                 | 奥田民生             | 阿部義晴             | 奥田民生                                 | 5:06  |
| 13.               | 「さらばビッチ」                     | 川西幸一             | 阿部義晴             | ボーカル：阿部義晴 ラップ：川西幸一、EBI | 4:20  |
| 14.               | 「裸の太陽」                         | 奥田民生             | 奥田民生、手島いさむ | 奥田民生                                 | 4:34  |
| 合計時間:         | 合計時間:                            | 合計時間:            | 合計時間:            | 合計時間:                                | 59:08 |

### LP盤
| 全編曲: UNICORN。 |                    |          |          |          |      |
| #                 | タイトル           | 作詞     | 作曲     | ボーカル | 時間 |
| 1.                | 「頼みたいぜ 」    | 奥田民生 | 奥田民生 | 奥田民生 | 3:09 |
| 2.                | 「Z LIFE」         | 阿部義晴 | 阿部義晴 | 阿部義晴 | 5:02 |
| 3.                | 「デジタルスープ」 | 阿部義晴 | 阿部義晴 | 奥田民生 | 5:04 |

| #  | タイトル           | 作詞       | 作曲       | ボーカル   | 時間 |
| -- | ------------------ | ---------- | ---------- | ---------- | ---- |
| 4. | 「手島いさむ物語」 | 手島いさむ | 手島いさむ | 手島いさむ | 3:16 |
| 5. | 「AGONY」          | EBI        | EBI        | EBI        | 4:00 |
| 6. | 「SAMURAI 5」      | 阿部義晴   | 阿部義晴   | 阿部義晴   | 4:37 |
| 7. | 「明日」           | 奥田民生   | 奥田民生   | 奥田民生   | 2:57 |

| #  | タイトル                             | 作詞                 | 作曲     | ボーカル | 時間 |
| -- | ------------------------------------ | -------------------- | -------- | -------- | ---- |
| 1. | 「ゆめみら」                         | 阿部義晴             | 阿部義晴 | 阿部義晴 | 3:48 |
| 2. | 「ウルトラヘブン スーパーマイルド 」 | 手島いさむ、奥田民生 | 奥田民生 | 奥田民生 | 4:00 |
| 3. | 「オレンジジュース 」                | 阿部義晴             | 阿部義晴 | 阿部義晴 | 3:37 |
| 4. | 「いい雨」                           | 奥田民生             | 奥田民生 | 奥田民生 | 4:31 |

| #  | タイトル             | 作詞     | 作曲                 | ボーカル                                 | 時間 |
| -- | -------------------- | -------- | -------------------- | ---------------------------------------- | ---- |
| 5. | 「ライジングボール」 | 奥田民生 | 阿部義晴             | 奥田民生                                 | 5:06 |
| 6. | 「さらばビッチ」     | 川西幸一 | 阿部義晴             | ボーカル：阿部義晴 ラップ：川西幸一、EBI | 4:20 |
| 7. | 「裸の太陽」         | 奥田民生 | 奥田民生、手島いさむ | 奥田民生                                 | 4:34 |

### 初回特典DVD
- 2010.10.17 ベストヒット☆SMA at 渋谷C.C.Lemon Hall
  - 裸の太陽
  - 与える男
  - WAO!～SMA～WAO!
  - 大迷惑
- MOVIE 21 「Uc Goes To Hollywood Part2」

## 曲解説
1. 頼みたいぜ
PVが制作されている。
2. Z LIFE
PVが制作されている。
3. デジタルスープ
先行シングル。
PVが制作されている。
4. 手島いさむ物語
PVが制作されている。
5. AGONY
PVが制作されている。
6. SAMURAI 5
PVが制作されている。
7. 明日
8. ゆめみら
9. ウルトラヘブン スーパーマイルド
PVが制作されている。
10. オレンジジュース
11. いい雨
12. ライジングボール
13. さらばビッチ
PVが制作されている。
14. 裸の太陽
2010年発売のシングル。
PVが制作されている。

## 参加ミュージシャン
- 阿部義晴 - ボーカル、ピアノ (#1, #3, #6, #8, #12)、ハモンドオルガン (#2, #4, #9, #14)、フェンダー・ローズ (#5, #9)、メロトロン (#7, #11)、モーグ・ヴォイジャー (#10)、ファルフィッサオルガン (#11)、ヴォックス・ジャガー (#11)、ギター (#8, #13)、スライドギター (#12)、12弦ギター (#14)、チューブラベルズ (#2, #3)、コーラス (#1, #4, #5, #9, #12)、ハーモニー (#3, #4, #7, #12, #14)
- EBI - ベース、ボーカル、コーラス (#1-4, #6, #9, #12)、ハーモニー (#8, #14)、クラップ (#10)、ラップ (#13)
- 奥田民生 - ボーカル、ギター、アコースティック・ギター (#8)、12弦ギター (#8)、6弦ベース (#8, #13)、スネア (#1)、シンバル (#1)、タンバリン (#1, #3, #8-12, #14)、シェイカー (#4)、マラカス (#7)、カウベル (#7)、コーラス (#2, #6, #13)、ハーモニー (#1, #2, #4-6, #8, #10, #13)
- 川西幸一 - ドラムス、コーラス (#1, #2, #4, #6, #9)、クラップ (#10)、ラップ (#13)
- 手島いさむ - ギター、ボーカル、コーラス (#1, #2, #6, #9)、クラップ (#10)

- 河合“全裸”鼻血 - スネア (#1)

- デヴィッド・キャンベル - ホーンアレンジ (#2)、ストリングアレンジ (#8, #12)